# Paul-Augustin-Jean Larrouy
 (avril 2012).
Paul-Augustin-Jean Larrouy est un diplomate français né à Lagardelle-sur-Lèze le 1er janvier 1847 et décédé à Buenos Aires le 10 août 1906. Il a été Résident général adjoint à Madagascar de mars 1888 au 12 décembre 1889, et Résident général à Madagascar d'octobre 1892 à 1894.

## Postes occupés
Après des études de droit (doctorat de droit) Paul Larrouy a eu une carrière diplomatique, commencée en 1873 comme clerc de chancellerie et finie à Buenos Aires en tant qu'ambassadeur et ministre plénipotentiaire. Il a gravi les échelons de la carrière au gré des affectations en Amérique du Sud, en Europe, en Asie, et en Afrique. Il est envoyé au Japon (Yokohama) et sans doute du fait de sa formation de juriste, en 1882 il est secrétaire de la Conférence internationale pour la révision des traités avec le Japon.
En Afrique il effectuera plusieurs missions liées à l'expansion coloniale française : En Afrique subsaharienne, (Commissaire du gouvernement français aux conférences relatives à la délimitation des sphères d'influence française et anglaise dans la région du Niger en février 1896), et à Madagascar, d'abord à partir du 17 août 1887 en tant qu'adjoint au résident général, puis à partir du 19 août 1892 comme résident général à Tananarive auprès de la reine Ranavalona III.

## Rôle à Madagascar
Le rôle de Paul Augustin Larrouy lors de son deuxième séjour en tant que résident général a été de maintenir l'autorité de la France devant un pouvoir malgache récalcitrant soutenu en particulier par l’Angleterre et faisant face à une rébellion des Menalamba mécontents des accords signés avec la France en 1885 par la reine Ranavalona III. Il quitte Tananarive à sa demande en 1894, laissant la place à Charles Le Myre de Vilers. Après lui la France décide une annexion pure et simple de Madagascar en 1896 et fait appel au général Joseph Gallieni.

## Présence en Argentine
Jean-Baptiste Charcot lors de son expédition entre 1903 et 1905 en Antarctique a eu l'occasion de rencontrer Paul Larrouy alors Ambassadeur et Ministre plénipotentiaire en Argentine. Ce dernier a été un des bienfaiteurs de l'expédition. À ce titre Charcot a donné le nom de Île Larrouy (en) à une ile située 65°52′S et 65°15′W.

## Distinctions
- Officier de la Légion d'honneur (30 décembre 1898[1])